# 관찰법
관찰법은 심리 연구에서 피험자의 행동을 관찰하고 설명하는 것을 수반한다. 관찰 방법을 활용하는 연구자는 관찰이 이루어지는 환경에 대해 다양한 수준의 통제력을 행사할 수 있다. 이러한 점에서 관찰 연구는 고도로 통제된 실험계획법과 덜 구조화된 인터뷰 방식의 중간 지점에 위치한다.

## 표본 추출 행동

### 시간 표본 추출
시간 표본 추출은 서로 다른 시간 간격으로 피험자를 관찰하여 대표 표본을 수집하는 표본 추출 방법이다. 이러한 시간 간격은 무작위 또는 체계적으로 선택할 수 있다. 연구자가 체계적인 시간 표본 추출을 선택하면 얻은 정보는 관찰이 이루어진 한 시점에만 일반화된다. 반면, 무작위 시간 표본 추출의 목표는 모든 관찰 시점에 걸쳐 일반화하는 것이다. 수행하는 연구의 유형에 따라 두 가지 유형의 시간 표본 추출이 모두 적합할 수 있다.
시간 표본 추출을 사용하는 이점은 연구자가 최종적으로 일반화할 수 있는 맥락을 제어할 수 있다는 것이다. 그러나 연구 질문과 관련된 사건이 드물거나 예측할 수 없이 발생하는 경우, 시간 표본 추출은 유용하지 않는다. 관찰 기간 동안 사건을 놓치는 경우가 많기 때문이다. 이러한 상황에서는 사건 표본 추출이 더 유용한다. 이 표본 추출 방식에서 연구자는 관찰이 언제 일어날지 사건을 통해 결정한다. 예를 들어, 연구 질문이 특정 휴일 동안의 행동을 관찰하는 것과 관련된 경우, 시간 표본 추출 대신 사건 표본 추출을 사용할 수 있다.

### 상황 표본 추출
상황 표본 추출은 다양한 장소, 다양한 상황 및 조건에서의 행동을 연구하는 것이다. 다양한 상황을 표본 추출함으로써 연구자는 얻은 결과가 특정 상황이나 조건에 국한될 가능성을 줄인다. 이러한 이유로 상황 표본 추출은 관찰 결과의 외적 타당도를 크게 높인다. 연구자가 특정 유형의 개인만 관찰할 때와 비교하여, 상황 표본 추출을 사용하는 연구자는 관찰 표본 내 피험자의 다양성을 높일 수 있다. 연구자들은 관찰할 대상을 체계적으로(예: 식당의 학생 10명마다) 선택하거나, 무작위로 선택하여 모든 대상을 대표하는 표본을 확보하는 방식으로 결정할 수 있다.
상황 표집의 좋은 예로, 대화에서 시선 방향을 조절 기제로 사용하는 방식의 차이에 대한 라프랑스(LaFrance)와 마요(Mayo)의 연구를 참조할 것. 이 연구에서는 대학 식당, 레스토랑, 공항 및 병원 대기실, 상업 지구 패스트푸드점에서 두 명의 개인을 관찰했다. 상황 표집을 통해 연구자들은 연령, 성별, 인종, 사회경제적 계층이 서로 다른 다양한 사람들을 관찰할 수 있었고, 이를 통해 연구 결과의 외적 타당도를 높일 수 있었다.